# Sauce kerkennienne
La sauce kerkennienne est une entrée de la cuisine tunisienne. Il s'agit d'une sauce froide à base de tomates, similaire au gaspacho mais plus épicée.
Contrairement au gaspacho, le plat n'est pas bu comme une soupe mais usuellement consommé en trempant du pain dans la sauce qui peut être assaisonnée, avant le service, de menthe séchée, de persil, d'oignons frais ciselés, de jus de citron et d'huile d'olive.
Le plat est originaire des îles Kerkennah.